# Billy Kaye
Billy Kaye (eigentlich Willie King Seaberry, * 1932 in Wilson, North Carolina; † 28. Juli 2022) war ein US-amerikanischer Jazzmusiker (Schlagzeug).

## Leben und Wirken
Kaye hatte als Kind Klavierunterricht. Als professioneller Musiker arbeitete er bis 1950 mit Percy Mayfield, bevor er in die US-Luftwaffe eintrat. Während der Ableistung des Militärdiensts organisierte ein Trio, um in Militärklubshows zu spielen. Während seiner Dienstjahre bei der Air Force lernte er den österreichischen Saxophonisten Hans Koller kennen, außerdem den Posaunisten Bennie Green und Matthew McGee, ein ehemaliges Mitglied des Duke Ellington Orchestra. In den frühen 1960er-Jahren leitete Kaye im Monterey Club in New Haven eine Gruppe namens Melody Trio mit Houston Person am Tenorsaxophon und Fran Gaddeson an der Orgel. Später leitete er ein Quartett mit Clarence Thompson, Eddie Daniels und Frank Strozier. Kaye spielte auch mit dem Illinois Jacquet Quartet und in den Bands von George Benson, mit dem 1962 auch Kayes erste Aufnahmen entstanden.
Kaye war schließlich als Schlagzeuger für Gitarren- und Trompetenworkshops bei George Weins ursprünglichem Newport Jazz Festival tätig. 1966 wirkte er in Newport bei einer Session mit Don Friedman, Attila Zoller und Gene Taylor („Straight No Chase“) mit, außerdem spielte er dort mit Grant Green und Kenny Burrell. 1967 trat er der Orgelgruppe von Lou Donaldson bei und tourte mit ihm über 20 Jahre lang. Während dieser Zeit arbeitete er weiterhin mit Benson (Benson Burner, 1967), Stanley Turrentine (Sugar, 1970), Wilbert Longmire und mit Hank Crawford (Centerpiece, mit Calvin Newborn, 1978), auch spielte er anderthalb Jahre mit dem Thelonious Monk Quartet (jedoch ohne mit Monk aufzunehmen).
In den 1980er Jahren tourte Kaye mit Larry Graham, Herbie Hancock und der Band Weather Report. 1989 trat er beim Newport Jazz Festival mit Jimmy Smith, Jon Faddis, Steve Brown und Houston Person auf; in dieser Zeit arbeitete auch mit dem Sun Ra Arkestra zusammen. In den 1980er- und 90er-Jahren spielte er mit Eddie Jefferson, Ruth Brown, Maxine Brown und Gloria Lynne. Zusätzlich zu seiner lebenslangen Auftrittstätigkeit unterrichtete er im Schul-Programm der Jazz Foundation of America und leitete einstündige Bildungsaufführungen an öffentlichen Schulen in New York City. Kaye war zudem langjähriges Mitglied der New Yorker Musikergewerkschaft Local 802. Im Bereich des Jazz war er laut Tom Lord zwischen 1962 und 2014 an zehn Aufnahmesessions beteiligt, zuletzt mit der Sängerin Nellie McKay (Get Away from Me). Kaye blieb bis ins hohe Alter als Musiker aktiv; noch 2019 trat er mit einem eigenen Quartett (mit Jack Glottman, Piano, John Tate, Bass und Danny Walsh, Saxophon) im New Yorker Jazzclub Smalls auf.